# Шар Гутенберга
Шар Гутенберга (англ. Low-velocity zone) — сейсмічний хвилевід, шар знижених швидкостей сейсмічних хвиль у верхній мантії Землі. Названий за прізвищем американського геофізика Бено Гутенберга (англ. Beno Gutenberg), що виявив існування цього шару в 1926 році. Верхня межа шару Гутенберга знаходиться під материками на глибині 80—100 км, під океанами — близько 50 км. Нижня межа, мабуть, проходить на глибині близько 400 км. У деяких місцях шар Гутенберга відсутній, або знижені швидкості лише поперечних сейсмічних хвиль. Причиною сповільненого проходження сейсмічних хвиль називають великий геотермічний градієнт, або температура, близька до точки плавлення; це дає підставу ототожнювати шар Гутенберга з астеносферою.